# Sirus Dinmohammadi
Sirus Dinmohammadi (per. سیروس دین‌محمدی, ur. 2 lipca 1970 w Tebrizie) – irański piłkarz grający na pozycji pomocnika.

## Kariera klubowa
Karierę piłkarską Dinmohammadi rozpoczął w klubie Teraktor Sazi Tebriz, wywodzącym się z rodzinnego miasta Tebriz. W 1993 roku zadebiutował w jego barwach w pierwszej lidze irańskiej i występował tam bez większych sukcesów do 1997 roku. Wtedy też latem odszedł do innego klubu z Tabrizu, Szahrdari Tebriz i spędził tam rok. W 1998 roku trafił na jeden sezon do stołecznego Esteghlal Teheran, z którym został wicemistrzem kraju oraz dotarł do finału Pucharu Hazfi, czyli Pucharu Iranu.
Latem 1999 roku Irańczyk wyjechał do Niemiec i został zawodnikiem klubu 1. FSV Mainz 05. W drugiej lidze zadebiutował 13 sierpnia w zremisowanym 1:1 spotkaniu z Kickers Offenbach. W całym sezonie wystąpił w 28 spotkaniach 2. Bundesligi, ale latem 2000 powrócił do Iranu.
Kolejnym klubem w karierze Dinmohammadiego był ponownie Esteghlal Teheran. Już rok później został mistrzem Iranu, a w 2002 roku sięgnął po krajowy puchar oraz wicemistrzostwo swojego kraju. W 2003 roku odszedł do Pegah Gilan Raszt. Spędził tam dwa lata, a w 2005 roku przeżył spadek z pierwszej ligi. Po tym wydarzeniu zakończył piłkarską karierę.

## Kariera reprezentacyjna
W reprezentacji Iranu Dinmohammadi zadebiutował w 1993 roku. W 1998 roku został powołany przez Dżalala Talebiego do kadry na Mistrzostwa Świata we Francji. Tam wystąpił jedynie w przegranym 0:2 meczu z Niemcami. Ostatni mecz w reprezentacji rozegrał w 2001 roku. Łącznie w kadrze narodowej zagrał 42 razy i strzelił 6 goli.